# Thomas Tharayil
Thomas Joseph Tharayil (Changanassery, 21 de abril de 1956), também conhecido como Tomy Tharayil, é um prelado indiano da Igreja Católica Siro-Malabar, atual arquieparca de Changanacherry.

## Biografia
Entrou no Seminário Menor de Kurichy e completou os estudos institucionais no Seminário Apostólico São Tomé de Vadavathoor. Recebeu a ordenação presbiteral em 1 de janeiro de 2000, de Joseph Powathil.
Obteve a licenciatura e o doutorado em psicologia pela Pontifícia Universidade Gregoriana de Roma. Ele é fluente em malaiala e inglês e sabe italiano, espanhol e alemão.
Foi secretário do arquieparca Joseph Powathil, vice-pároco de várias Paróquias, professor em vários Seminários e Institutos, bem como diretor do Instituto de Formação Danahalaya.
Eleito bispo auxiliar de Changanacherry em 14 de janeiro de 2017, recebendo a ordenação episcopal no dia 23 de abril seguinte, na Catedral Santa Maria de Changanacherry, de Joseph Perumthottam, arquieparca de Changanacherry, coadjuvado por Joseph Powathil, arquieparca emérito de Changanacherry e por Joseph Kallarangatt, eparca de Palai.
Foi eleito pelo Sínodo da Igreja Siro-Malabar em 30 de agosto de 2024 como novo arquieparca de Changanacherry.